# تايدال
تايدال (بالإنجليزية: Tidal) هي خدمة بث فيديو، موسيقى وتدوين صوتي نرويجية قائمة على الاشتراك، تم إطلاقها في عام 2014.